# Copa d'Àfrica del Nord de futbol
La Copa d'Àfrica del Nord de futbol fou una competició futbolística nord-africana que existí durant d'època de la dominació francesa del Nord d'Àfrica.

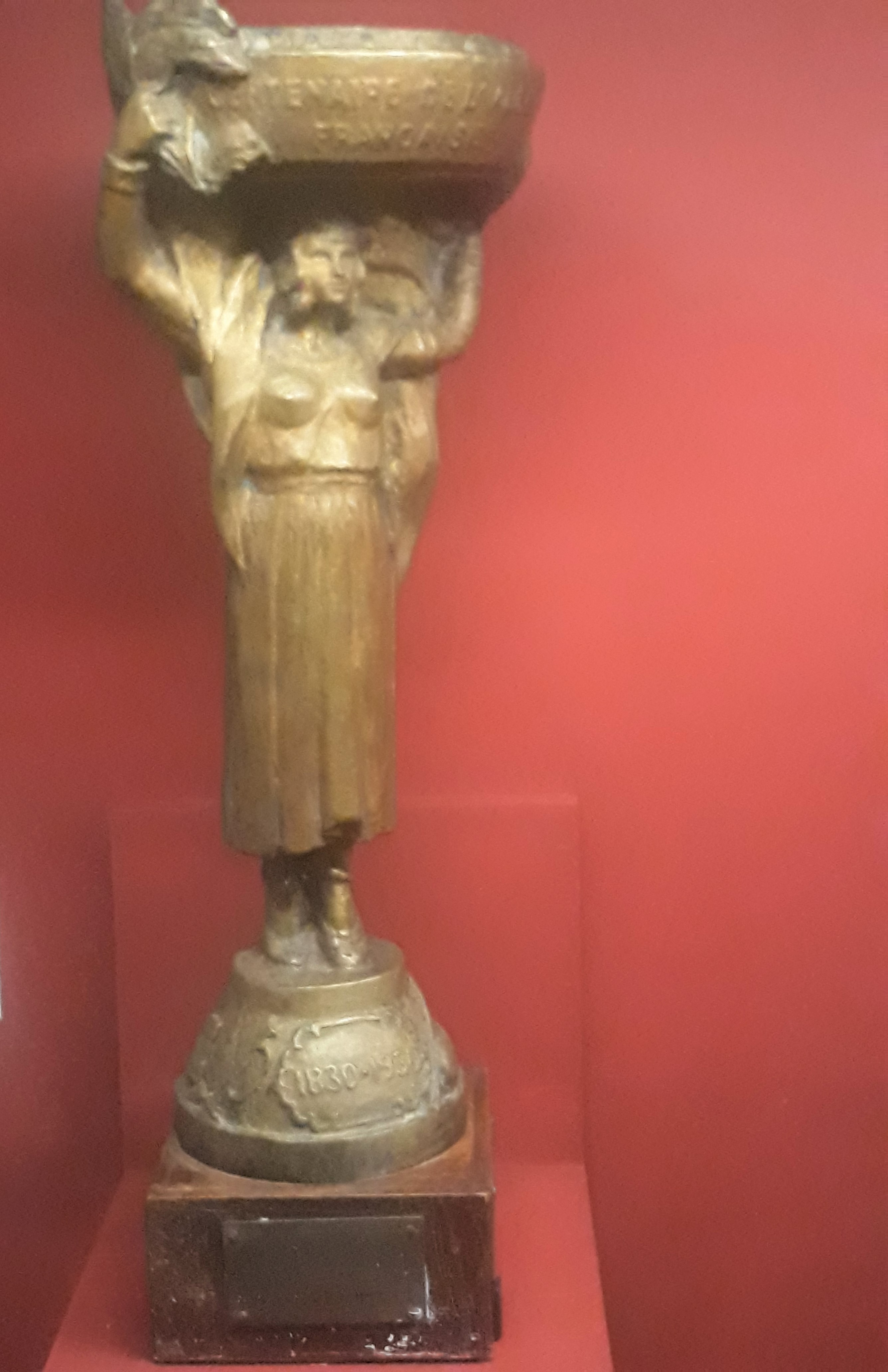
Trofeu de competició, presentat durant l'exposició temporal titulada "El futbol i el món àrab", a l'Institut del Món Àrab de París.

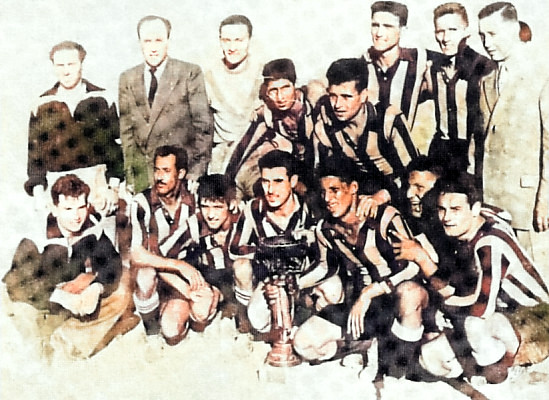
FC Blida (Alger) guanyador de l'edició de 1952.

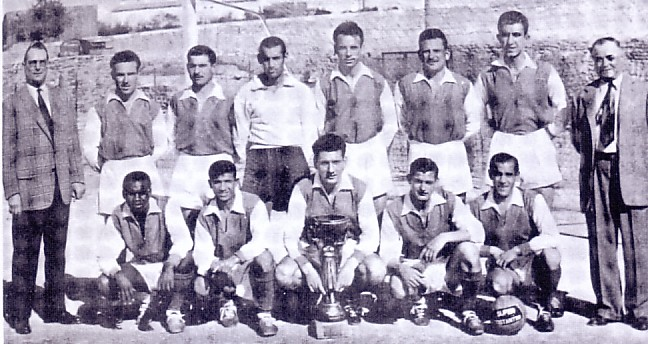
Union Sportive Sporting Club Témouchent (Orà) guanyador de l'edició de 1954.

Es disputà entre 1930 i 1956. Va ser creada l'any 1930 per celebrar el centenari de l'Algèria francesa, aquesta copa va reunir els guanyadors de les copes departamentals de les cinc lligues nord-africanes de futbol:
- Lliga marroquina de futbol
- Lliga tunisiana de futbol
- Lliga d'Alger de futbol
- Lliga d'Orà de futbol
- Lliga de Constantina de futbol

La competició desaparegué a final de la temporada 1955-56 coincidint amb la independència del Marroc i Tunísia. La competició continuà fins 1961 amb la participació dels clubs de les lligues regionals algerianes, amb el nom Coupe d'Algérie. La Recopa del Magrib de futbol disputada durant la dècada de 1970 pot esser considerada una competició successora.
Resum dels principals campionats d'Àfrica del Nord durant la història:
| Anys      | Competició                          | Països participants                                                     |
| --------- | ----------------------------------- | ----------------------------------------------------------------------- |
| 1912-1920 | Campionat d'Àfrica del Nord (USFSA) | Algèria, Marroc i Tunísia                                               |
| 1921-1956 | Campionat d'Àfrica del Nord (ULNA)  | Algèria, Marroc i Tunísia                                               |
| 1930-1956 | Copa d'Àfrica del Nord (ULNA)       | Algèria, Marroc i Tunísia                                               |
| 1970-1975 | Copa del Magrib de futbol           | Algèria, Marroc, Tunísia i Líbia                                        |
| 1970-1976 | Recopa del Magrib de futbol         | Algèria, Marroc, Tunísia i Líbia                                        |
| 2008-2010 | Copa de Campions de la UNAF         | Algèria, Marroc, Tunísia i Líbia (i Egipte a la 1a edició de la Recopa) |
| 2008-2010 | Recopa de la UNAF                   | Algèria, Marroc, Tunísia i Líbia (i Egipte a la 1a edició de la Recopa) |
| 2010      | Supercopa de la UNAF                | Algèria, Marroc, Tunísia i Líbia (i Egipte a la 1a edició de la Recopa) |
| 2015      | Copa de Clubs de la UNAF            | Algèria, Marroc, Tunísia, Líbia i Egipte                                |

## Historial
Font:
| Temporada | Campió                                 | Resultat                               | Finalista                              |
| --------- | -------------------------------------- | -------------------------------------- | -------------------------------------- |
| 1930-31   | CDJ Orà                                | 1-0                                    | Gallia Sports Alger                    |
| 1931-32   | RU Alger                               | 2-1                                    | US Marocaine Casablanca                |
| 1932-33   | CDJ Orà                                | 2-1                                    | US Marocaine Casablanca                |
| 1933-34   | CDJ Orà                                | 2-0                                    | US Marocaine Casablanca                |
| 1934-35   | CDJ Orà                                | 4-2                                    | US Marocaine Casablanca                |
| 1935-36   | Italia de Tunis                        | 1-0                                    | Olympique Marocain de Rabat            |
| 1936-37   | RU Alger                               | 2-0                                    | Gallia Sports Alger                    |
| 1937-38   | Olympique Marocain de Rabat            | 1-0                                    | Gallia Sports Alger                    |
| 1938-39   | SA de Marrakech                        | 2-0                                    | Stade Marocain Rabat                   |
| 1939-40   | no es disputà per la II Guerra Mundial | no es disputà per la II Guerra Mundial | no es disputà per la II Guerra Mundial |
| 1940-41   | AS Marine Oran                         | 3-0                                    | RU Alger                               |
| 1941-42   | SA de Marrakech                        | 1-0                                    | CDJ Orà                                |
| 1942-1946 | no es disputà per la II Guerra Mundial | no es disputà per la II Guerra Mundial | no es disputà per la II Guerra Mundial |
| 1946-47   | US Marocaine Casablanca                | 2-1                                    | Olympique Hussein Dey                  |
| 1947-48   | US Athlétique Casablanca               | 6-0                                    | AS Saint Eugène                        |
| 1948-49   | Wydad AC Casablanca                    | 2-1                                    | US Athlétique Casablanca               |
| 1949-50   | AS Saint Eugène                        | 4-3                                    | SC Bel-Abbès                           |
| 1950-51   | SC Bel-Abbès                           | 1-0                                    | Wydad AC Casablanca                    |
| 1951-52   | FC Blidéen                             | 3-1                                    | Racing AC Casablanca                   |
| 1952-53   | US Marocaine Casablanca                | 2-0                                    | Wydad AC Casablanca                    |
| 1953-54   | USSC Témouchent                        | 1-0                                    | USM Orà                                |
| 1954-55   | SC Bel-Abbès                           | 5-2 (prò.)                             | Gallia Sports Alger                    |
| 1955-56   | SC Bel-Abbès                           | no disputat                            | USM Bel-Abbès                          |

1. ↑  USMBA es va negar a jugar després que el capità de l'SCBA hagués estat autoritzat per jugar el partit malgrat la seva expulsió en un partit anterior.